# Manoscritto Ritson
Il Manoscritto Ritson è un libro corale e codice musicale inglese del tardo XV secolo.

## Opera
Assieme al Manoscritto Pepys è molto meno elaborato del libro corale di Eton ma anche di quelli Lambeth e Caius; contoene pezzi più brevi che sembrano essere stati composti per cori meno numerosi e con cantore meno abili dal punto di vista musicale. A differenza del Manoscritto Pepys, questo appare appare, attraverso l'esame delle composizioni contenute, essere stato prodotto da almeno cinque mani diverse. Esso è stato compilato nel corso di un lungo periodo, a partire dalla seconda metà del XV secolo e terminato nel 1510. I compositori dei pezzi contenuti sembrano originari dell'ovest del paese. Tra i compositori rappresentati nel libro vi è Sir William Hawte.